# 苏联国旗
苏联国旗为红旗，左上角绘有五角星与交叉的镰刀和锤子。镰刀和锤子象征组成国家的工人阶级和农民阶级的联盟。根据《苏维埃社会主义共和国聯盟国旗法》第一条中的规定，苏联国旗为“苏联国家主权以及为建设共产主义社会奋斗的牢固的工农聯邦的象征”。
第一版苏联国旗在1923年11月12日制定。1955年版调整了锤子的把手长度和镰刀的形状。直至1991年12月26日苏联解体，该版苏联国旗一直沿用。

## 设计
1955年8月19日苏联政府制定了《苏维埃社会主义共和国联盟国旗法》，并规范了镰刀锤子的样式。国旗法的设计规范如下：

1. 国旗宽度与长度的比例为1:2。
2. 镰刀锤子应被放置在一个边长为国旗宽度四分之一的正方形内。镰刀的最高处与此正方形最上边正中相切，锤柄与镰刀柄与正方形下面两角边相切。锤子连同把手的长度为此正方形对角线长度的四分之三。
3. 五角星位于一个直径为国旗宽度八分之一的圆中，圆与正方形在其上边正中相切。
4. 五角星、镰刀锤子的对称轴距离旗杆的距离为国旗宽度的三分之一。五角星中心距离国旗上边为国旗宽度的八分之一。

1980年苏联政府规定苏联国旗背面没有镰刀锤头的标志，仅是一面纯红色的旗。

## 象征含义
红色在俄罗斯文化中一直带有积极的含义，“红色”（俄语：красный，转写：krasny） 一词在语义学上与俄语美丽的相关。国旗上的红地象征着工人农民洒下的鲜血，同时也是向1871年巴黎公社的红旗致敬。红星和镰刀锤子象征着共产主义和社会主义的理念。铁锤象征工人阶级；镰刀象征农民阶级，两者组合，是工农聯邦的标志，也是共产主义的标志。
金边的红星代表苏联共产党的领导，也象征着全世界共产主义的最终胜利。红色是革命的颜色，黄色则是革命光芒的颜色。

## 使用
苏联法规规定苏联国旗在最高苏维埃和苏联部长会议主席团所在建筑物上永久悬挂。此外国旗也在苏联最高苏维埃会议期间悬挂。联盟及各共和国的最高部长主席团会议、部委、地方苏维埃执行委员会、以及其他政府和公共组织机构也悬挂国旗。居民通常在3月8日、4月22日、5月1日、5月2日、5月9日、11月7日、11月8日以及12月5日悬挂国旗。条例同时规定“根据苏联商船条例和苏联内河水域执照注册的船只在船尾悬挂国旗。在苏联民用航空管理局注册的国际航班须在航空器上绘制苏联国旗。另外据部长会议规定，军用船舶也需要绘制国旗。国旗可以政府、国营企业、机构和组织主办的典礼和节日活动中使用。”

## 历史
苏维埃俄国刚成立时，列宁和他的一些同事们决定将当时国徽草案上镰刀、锤子和剑的图案放置在国旗上。这个方案最终因为看起来过于具有进攻性而被取消了，列宁同时也说：“剑不应该作为我们的标志。”
第一面正式的苏联国旗在1922年12月的第一届苏维埃代表大会上正式通过，最终决定：“红旗应当从党的旗帜变成整个国家的旗帜，各苏维埃社会主义共和国的人民将团结在这面旗帜下，联合起来成立一个统一的社会主义国家——苏维埃社会主义共和国联盟”。在1922年的12月30日，苏维埃代表大会宣告了苏联的成立，在宣言的第22条规定：“苏维埃社会主义共和国联盟有属于自己的旗帜和徽记”。第一面苏联国旗在1923年7月6日中央执行委员会第二次会议中得到确认，并在1924年的苏联宪法有所规定。宪法的第71条提到：苏维埃社会主义共和国联盟的国旗是一面带有国徽的红旗，比例为1:4，国徽置于红旗中央。然而，这面国旗仅使用了四个月，从未大量生产。
在1923年11月12日，中央执行委员会第三次会议将“镰刀锤子旗”定为国旗。并将宪法第71条修改为：“苏维埃社会主义共和国联盟的国旗是一面左上角绘制有金色的镰刀和锤子，并在上方有一颗金边红色五角星的红旗，比例为1:2。”1955年8月19日，《苏维埃社会主义共和国联盟国旗法》在苏联最高苏维埃主席团的会议上得到通过，决定将国旗上的锤子的把手长度变短，并将镰刀的锋尖缩短。1980年8月15日，对1955年的法令进行了修订，移除了旗帜背面的锤子和镰刀，法律描述保持不变。
| 苏联国旗1922年12月－1923年11月12日  |
| 苏联国旗 1922年12月－1923年11月12日 |

| 苏联国旗1923年11月12日－1924年4月12日  |
| 苏联国旗 1923年11月12日－1924年4月12日 |

| 苏联国旗1924年4月18日－1936年12月5日  |
| 苏联国旗 1924年4月18日－1936年12月5日 |

| 苏联国旗1936年12月5日－1955年8月19日  |
| 苏联国旗 1936年12月5日－1955年8月19日 |

| 苏联国旗1955年8月19日－1991年12月25日  |
| 苏联国旗 1955年8月19日－1991年12月25日 |

## 衍生旗帜
- 苏联是第一个法定的社会主义国家，影响了以后的社会主义政权。这对中华人民共和国、朝鲜民主主义人民共和国、越南社会主义共和国、德涅斯特河沿岸摩尔达维亚共和国的旗帜都产生了影响。
- 苏联境内各加盟共和国国旗，均以苏联国旗为基底设计。
- 现今白俄罗斯國旗政府用旗仍保留白俄罗斯苏维埃社会主义共和国国旗的苏联国旗元素。
- 现今德涅斯特河沿岸共和國國旗政府用旗仍保留摩尔达维亚苏维埃社会主义共和国国旗的苏联国旗元素。
- 现今弗拉基米尔州政府用旗仍保留俄罗斯苏维埃联邦社会主义共和国国旗的苏联国旗元素。
- 俄罗斯等国阅兵时使用的胜利旗，沿用1936－1955年第四面苏联国旗的设计。
- 自行成立的顿涅茨克人民共和国共产党的党旗，沿用1936－1955年第四面苏联国旗的设计。

- 中华人民共和国国旗
- 朝鲜民主主义人民共和国国旗
- 越南国旗
- 德涅斯特河沿岸国旗
- 白俄罗斯国旗
- 俄罗斯苏维埃联邦社会主义共和国国旗
- 白俄罗斯苏维埃社会主义共和国国旗
- 摩尔达维亚苏维埃社会主义共和国国旗
- 弗拉基米尔州州旗
- 胜利旗
- 奥廖尔市旗
- 顿涅茨克人民共和国共产党党旗

## 其他苏联旗帜
- 苏联武装力量的非正式军旗[9]
- 苏联陆军军旗
- 苏联空军军旗
- 苏联海军军旗
- 苏联海军舰艏旗
- 苏联海军军旗

## 相关旗幟
| 旗帜 | 年份         | 建议用途                           | 备注 |
| ---- | ------------ | ---------------------------------- | --- |
|      | 1948以及1949 | 俄罗斯苏维埃联邦社会主义共和国国旗 | 艺术家阿列克谢·阿列克谢耶维奇·科科雷金创作了俄罗斯苏维埃联邦社会主义共和国国旗方案。方案在国旗下部添加了白色和蓝色横条纹，两条横条纹各占国旗高度的1⁄6 。                            |
|      | 约1949       | 俄罗斯苏维埃联邦社会主义共和国国旗 | 另一项提案是底部采用俄罗斯传统三色旗。 |
|      | 约1950       | 俄罗斯苏维埃联邦社会主义共和国国旗 | 米哈伊尔·罗季奥诺夫提出了俄罗斯苏维埃联邦社会主义共和国国旗的另一项提案。该提案由一面传统的三色旗和旗帜中间的锤子和镰刀组成。由于他的提案，他在 1950 年的列宁格勒事件中被指控反苏。 |
|      | 1994以及1997 | 俄罗斯联邦国旗                     | 苏联解体后，俄罗斯的国旗项目对共产主义符号进行了略微修改，由共产党和农业党代表多次提交给国家杜马。                                                                                  |
|      | 2022         | 俄罗斯联邦国旗                     | 2022年4月19日，俄罗斯联邦共产党向国家杜马提议采用苏联国旗作为俄罗斯联邦的官方国旗。                                                                                                 |